# 贝尔拉姆帕尔莱
贝尔拉姆帕尔莱（Bellampalle），是印度安得拉邦Adilabad县的一个城镇。总人口66660（2001年）。

## 人口
该地2001年总人口66660人，其中男性33765人，女性32895人；0—6岁人口7014人，其中男3588人，女3426人；识字率65.08%，其中男性为73.21%，女性为56.73%。